# Latte in polvere

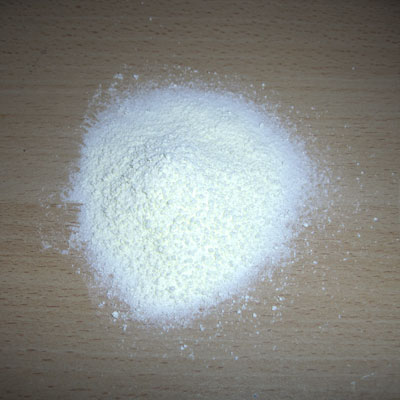
Latte in polvere

Il latte in polvere è un derivato del latte vaccino e si ricava attraverso la separazione della parte solida da quella liquida.
Il metodo è stato applicato, se pur con metodologie rudimentali, sin dal XIII secolo. Il metodo di produzione moderno è stato brevettato nel 1847.

## Tecniche di produzione
Il latte in polvere viene prodotto tramite essiccazione, che può avvenire tramite due metodologie differenti: il roller-dry  e lo spray-dry.
- Tecnica roller-dry: con questo procedimento il latte viene fatto cadere all'interno di due cilindri rotanti in senso inverso e riscaldati a temperature di 130-150 °C sui quali, in pochissimi secondi, evapora l'acqua, mentre la sostanza secca viene distaccata da coltelli raschianti andandosi a depositare sul fondo della camera. Il prodotto finito presenta un'alterazione delle proteine e la polvere di latte assume una colorazione giallognola e un sapore di cotto.
- Tecnica spray-dry: questo procedimento è basato sull'atomizzazione del latte pastorizzato ed omogeneizzato e spruzzato attraverso sottili ugelli che formano piccolissime goccioline le quali, passando in una camera dove una corrente d'aria calda a 150 °C evapora l'umidità presente, formando la polvere.

## Solubilità
Il latte in polvere molte volte presenta dei problemi di solubilità che vengono risolti con il procedimento di istantaneizzazione, che consiste nell'umidificare a vapore la polvere prodotta con metodo spray, facendole assumere una struttura porosa e granulare dalla quale, dopo averla essiccata, raffreddata e ridotta in dimensioni definite, si produrranno le polveri istantanee che aumenteranno di conseguenza la bagnabilità e la solubilità. 

## Tipi
Il commercio del latte in polvere avviene in tre tipi: intero, parzialmente scremato e magro. La legge italiana prevede per il tipo intero un contenuto di materia grassa intorno al 26%, per quello parzialmente scremato dal 13 al 17% e per il magro un tenore di grasso non inferiore allo 0,5%. La ricostituzione del latte in polvere deve avvenire con acqua non troppo calda ed inserendo la polvere "a pioggia" affinché non si formino grumi. 
Il rapporto polvere-acqua per ricostituire un litro di latte è fissato in: 
- intero: polvere 100 g, acqua 900 g;
- parzialmente scremato: polvere 100 g, acqua 900 g;
- magro: polvere 120 g, acqua 880 g.

## Latte in polvere per neonati
Negli anni '90 massicce campagne pubblicitarie delle aziende produttrici di latte in polvere per neonati lo reclamizzarono come più sicuro dell'allattamento al seno, convincendo così molte madri a rinunciare all'allattamento naturale, o comunque a chi non disponeva di abbastanza latte materno a rivolgersi a delle balie con ripercussioni sanitarie sullo sviluppo dei bambini legate al costo della nutrizione artificiale e, in alcuni paesi, alla problematica disponibilità di acqua pura dal punto di vista microbiologico e alla difficoltà di dover garantire la sterilità dei biberon. Ciò ha portato le legislazioni di molti paesi a introdurre il divieto della pubblicità dei latti in polvere per neonati al fine di raggiungere, entro il 2025, l'obbiettivo del 50% di allattamento al seno fissato dall'Organizzazione Mondiale della Sanità per i lattanti fino a sei mesi. Nel 2014, la percentuale registrata è stata del 38% dei bambini di età fino a 6 mesi, mentre, secondo gli stessi dati, la percentuale di paesi che hanno adeguato la propria legislazione in materia era ancora ferma al 20%.